# Mésosome (biologie cellulaire)
Pour les articles homonymes, voir Mésosome.
Les mésosomes sont des invaginations de la membrane plasmique en forme de vésicule, de tube ou de lamelle. 
Ils sont le plus souvent observés chez les bactéries à Gram positif.

## Une origine artificielle
Les mésosomes sont des éléments de structures artificielles (artéfacts) dues à la fixation chimique de la cellule bactérienne durant la préparation pour la microscopie électronique,,,,,. Si une technique différente de fixation (congélation par exemple) est utilisée, alors aucun mésosome n'est observé.

## Histoire
L'observation de cette structure a conduit dans les années 1960 à de nombreuses hypothèses sur son rôle éventuel dans la cellule procaryote. Ces hypothèses sont désormais invalidées, le mésosome n'ayant pas de réalité biologique.
Ainsi, on supposait par exemple un regroupement de protéines membranaires importantes pour certaines voies métaboliques (comme la chaîne respiratoire, ou encore des glycosylations de protéines). De même, la position souvent transversale du mésosome (alors dit divisome), suggérait un rapport avec la division binaire des cellules procaryotes. L'hypothèse la plus souvent avancée était un rôle dans la réplication de l'ADN, car les observations suggéraient une interaction physique entre le chromosome bactérien et le mésosome,.
Hormis pour le divisome, la machine cellulaire qui permet aux bactéries de se diviser, dont on vient de montrer grâce à l'imagerie de super résolution que plutôt qu'un anneau ou toroïde, il s'agit de au moins trois anneaux concentriques, dont chacun est formé de protéines différentes. Une idée émergente (201) est que le divisome possèderait plusieurs modules fonctionnels spatialement distincts et associés en anneaux concentriques, toutes ces théories sont désormais considérées comme obsolètes.

## Histoire des sciences
L'observation du mésosome, puis la réfutation de son existence, est l'un des exemples de raisonnement scientifique basé sur l'observation conduisant à une ou plusieurs théories ensuite invalidées,,.